# Armond Fields
Armond Fields (* 22. November 1930 in Chicago, Illinois; † 17. August 2008 in Culver City, Kalifornien) war ein US-amerikanischer Maler, Grafiker und Biograf.

## Leben
Armond Fields wuchs in Milwaukee, Michigan, auf, wo er seinen High-School-Abschluss machte. Anschließend studierte er an der University of Wisconsin–Madison und der University of Illinois at Urbana-Champaign, wonach er an der University of Chicago promovierte. Anschließend arbeitete er mehrere Jahre in der Werbung und Marktforschung. Ab 1969 machte er sich als Marktforscher selbstständig und arbeitete für mehrere Unternehmen und Organisationen.
Parallel dazu zeichnete, malte und entwarf Fields mehrere Grafiken. Ab Mitte der 1980er Jahre schrieb er über mehrere Vaudevillestars Biografien, unter anderen über die Schauspielerin Maude Adams und den Lyriker George Auriol.
Am 17. August 2008 verstarb Fields an den Folgen seines metastasierenden Darmkrebses.

## Werke
- George Auriol (1985)
- From the Bowery to Broadway: Lew Fields and the Roots of American Popular Theatre (1993)
- Le Chat Noir: A Montmartre Cabaret and Its Artists in Turn-Of-The Century Paris (1994)
- Eddie Foy: A Biography of the Early Popular Stage Comedian (1999)
- James J. Corbett: A Biography of the Heavyweight Boxing Champion and Popular Theater Headliner (2001)
- Fred Stone: Circus Performer and Musical Comedy Star (2002)
- Katharine Dexter McCormick: Pioneer for Women’s Rights (2003)
- Sophie Tucker: First Lady of Show Business (2003)
- Maude Adams: Idol of American Theater, 1872–1953 (2004)
- Women Vaudeville Stars: Eighty Biographical Profiles (2006)
- Tony Pastor, Father of Vaudeville (2007)
- Lillian Russell: A Biography of “America’s Beauty” (2008)